# Aaron Hunt
Aaron Hunt (Goslar, 4. rujna 1986.) je bivši njemački nogometaš koji je igrao na poziciji napadača.
Najmlađi je strijelac u povijesti za prvu momčad Werdera: u veljači 2005. godine postigao je pogodak u susretu s Borussijom Mönchengladbach, kada je imao samo 18 godina i 161 dan.

## Reprezentacija
Hunt je 2005. godine odlučio nastupati za Njemačku, nakon što ga je Engleski nogometni savez pozvao da nastupi za Englesku, domovinu njegove majke. Dana 18. studenoga 2009. godine debitirao je za Njemačku u prijateljskom susretu s Obalom Bjelokosti.

## Vanjske poveznice
- Profil na Transfermarktu
- Profil na Soccerwayu  Arhivirana inačica izvorne stranice od 17. veljače 2017. (Wayback Machine)

### Ostali projekti
|  | Zajednički poslužitelj ima još gradiva o temi Aaron Hunt |